# Rossa (nome)
Rossa  è un nome proprio di persona italiano femminile.

## Varianti
- Maschili: Rosso[2]
- Femminili
  - Alterati: Rossella, Rossina
  - Composti: Rossabella

### Varianti in altre lingue
- Inglese: Rossa[1]

## Origine e diffusione

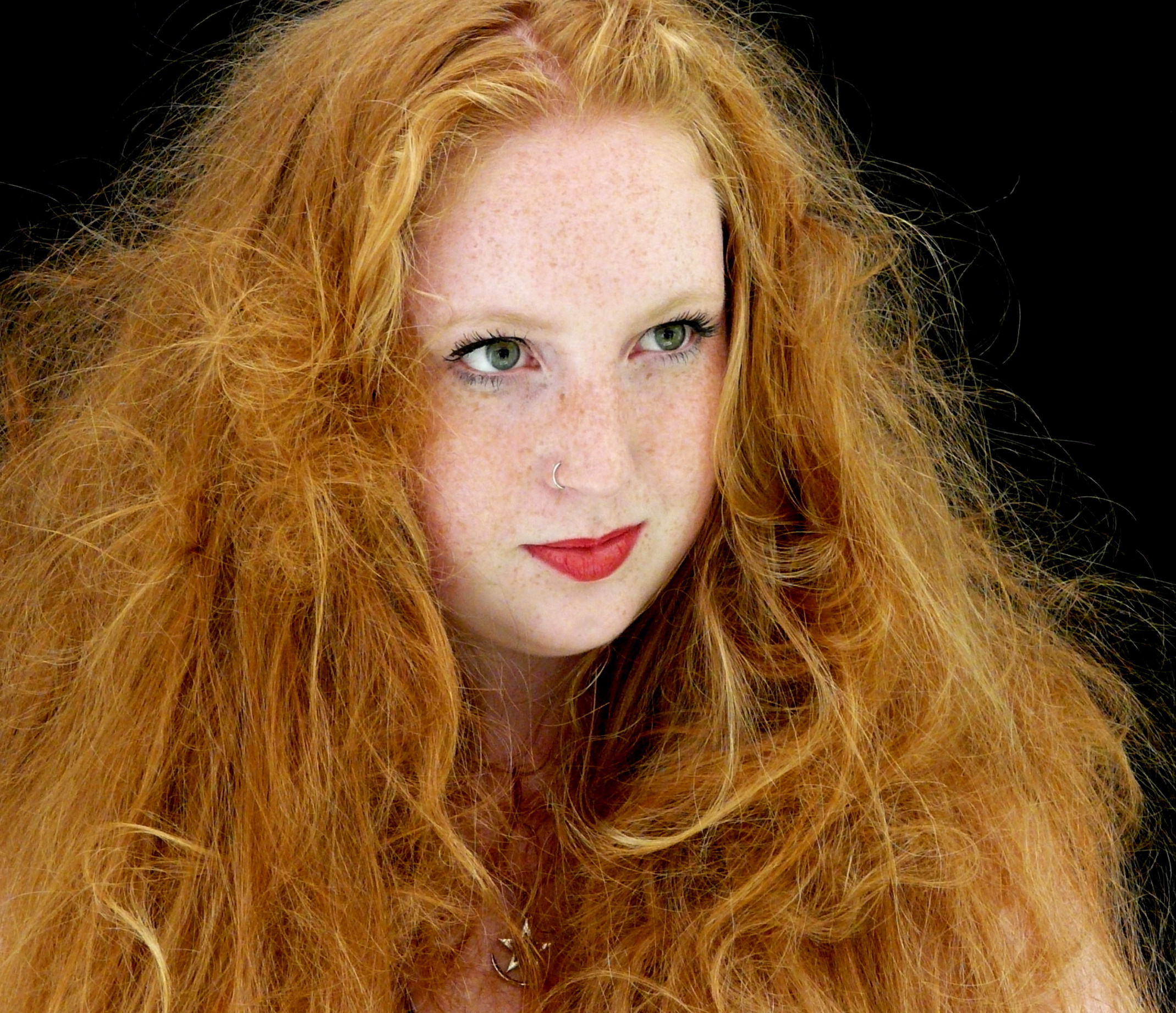
Una ragazza dai capelli rossi fotografata durante il Roodharigendag

Continua il prenome medievale "Rossa" che, secondo l'onomastica antica, proverrebbe da una donna dal colore di capelli fulvo. In questo caso il nome è affine a Fulvio, solo più letterale. Etimologicamente, deriva dal latino russa, femminile di russum, "rosso", derivato dalla radice protoindoeuropea reudh.
Da Rossa è derivato, tramite vezzeggiativo, il nome Rossella. Non ha invece a che fare, nonostante la somiglianza fonetica, con il nome Rossana, di origine persiana e di significato affine a nomi quali Alba, Hajna, Aurora e altri. Si noti che un uso in inglese di questo nome può costituire una forma femminile di Ross. Viene inoltre associato, a volte, al nome inglese Scarlett, che però ha origini diverse.

## Onomastico
Il nome "Rossa" è adespota, in quanto non ci sono mai state sante così chiamate. L'onomastico può così ricadere il 1º novembre, festa di Ognissanti.

## Persone
- Rossa, cantante indonesiana
- Rossa Caputo, doppiatrice italiana

### Variante maschile Rosso
- Rosso Fiorentino, pittore italiano

## Il nome nelle arti
- Rosso è un personaggio dei videogiochi della serie Pokémon.
- Rosso Boccalarga è un personaggio dei fumetti DC Comics.
- Rosso Malpelo è un personaggio dell'omonimo romanzo di Giovanni Verga.
- Rossa, protagonista del film Cappuccetto rosso e gli insoliti sospetti.